# 聯和墟巴士總站
聯和墟巴士總站（英語：Luen Wo Hui Bus Terminus）是位於香港新界北區粉嶺聯和墟的巴士總站。位於和滿街帝庭軒第一期第一座對下，鄰近小巴總站。現時有14條巴士路線以此處為總站，另外亦有5條巴士路線途經此站。

## 歷史
早於1960年代左右，聯和墟市集設有一個巴士總站，途經之巴士線到達沙頭角公路之後，左轉入聯和墟巴士總站，再右轉出沙頭角公路。此巴士站於1990年代初取消，改為綠色小巴站。
現帝庭軒地下巴士總站
- 1999年1月30日：A43線投入服務（最初總站為華明邨）。
- 1999年9月5日：278K線投入服務。
- 2001年3月4日：278K線由原來綠悠軒門外遷往本站為永久總站。
- 2001年5月28日：279P線投入服務。
- 2001年6月17日：A43線由原來華明總站遷往本站為永久總站。
- 2002年4月29日：278P線投入服務。
- 2002年8月3日：279P線為改稱279X線提升至每天全日服務。
- 2003年7月19日：277X線投入服務。
- 2006年7月17日：N42A線投入服務。
- 2015年8月24日：978A線投入服務。
- 2015年9月30日：A43P線投入服務。
- 2015年10月3日：270S線由原來上水總站遷往本站為永久總站。
- 2016年4月11日：270C線投入服務。
- 2016年6月27日：270D線投入服務。
- 2016年12月17日：NA43線投入服務。
- 2017年7月15日：278A線投入服務，取代278P於聯和墟的服務。
- 2017年8月28日：279A線投入服務。
- 2018年8月26日：N373線投入服務。
- 2020年8月24日：978A線增設回程服務。
- 2021年9月6日：270C線增設回程服務。
- 2021年11月30日：N78線投入服務。
- 2021年12月13日：279B線投入服務。

## 總站路線資料

### 九龍巴士70R線
- 佐敦（匯民道） → 粉嶺（聯和墟）

### 九龍巴士270C線
- 粉嶺（聯和墟） ↔ 尖沙咀東（麼地道）

由九龍巴士營運的一條路線，為270A的輔助線，提供聯和墟及祥華邨往來九龍塘、油麻地、佐敦及尖沙咀的巴士服務。於2016年4月11日起投入服務。只在星期一至五上午繁忙時間於聯和墟開出1班及星期一至五下午繁忙時間於尖沙咀開1班。

### 九龍巴士270D線
- 粉嶺（聯和墟） ↔ 深水埗

### 九龍巴士270R線
- 香港體育館 → 粉嶺（聯和墟）（經落馬洲）

### 九龍巴士270S線
- 尖沙咀東（麼地道） → 粉嶺（聯和墟）

由九龍巴士營運的一條路線，提供尖沙咀、佐敦、油麻地及旺角單向往粉嶺南、清河邨、上水、翠麗花園、馬適路及聯和墟的深宵巴士服務。於2013年8月17日投入服務。

### 九龍巴士277X線
- 粉嶺（聯和墟） ↔ 藍田站（07:00-08:00班次,不經粉嶺南）

由九龍巴士營運的一條路線，提供粉嶺聯和墟、祥華及粉嶺南往來彩虹、九龍灣、觀塘及藍田的特快巴士服務。2003年7月19日起投入服務。

### 九龍巴士278K線
- 粉嶺（聯和墟）  ↺ 粉嶺站

由九龍巴士營運的一條路線，提供聯和墟綠悠軒、帝庭軒、榮輝中心、榮福中心、粉嶺樓村一帶往來港鐵粉嶺站的接駁巴士服務。於1999年9月5日起投入服務以配合聯和墟一帶私人屋邨入伙。2001年3月4日起，總站遷往本站為永久總站。

### 九龍巴士279A、279X線
279A
- 粉嶺（聯和墟） → 青衣站

279X
- 粉嶺（聯和墟） ↔ 青衣站

由九龍巴士營運的一條路線，提供聯和墟、祥華、粉嶺南及上水往來青衣西路、長安及港鐵青衣站的巴士服務。來回程途經大欖隧道，原身為早晨特別線279P（聯和墟至青衣站），於2001年5月28日起投入服務。2002年8月3日提升至每天全日服務並改稱279X。

### 九龍巴士279B線
- 粉嶺（聯和墟） → 葵興站

### 過海隧道巴士373線
- 粉嶺（聯和墟） ↔ 中環（香港站）

由九龍巴士獨自經營的一條路線，提供粉嶺往來灣仔及中區的繁忙時間特快巴士服務。於1993年12月28日起投入服務。現時星期一至五上午繁忙時間於粉嶺開出2班及星期一至五下午繁忙時間於上環開3班。

### 過海隧道巴士978A線
- 粉嶺（聯和墟） ↔ 會展站

由九龍巴士營運的一條路線，為978線的特別班次，提供聯和墟及上水往來上環、中環、添馬艦及灣仔的巴士服務。於2015年8月24日起投入服務。只在星期一至五上午繁忙時間於聯和墟開出2班及星期一至五下午繁忙時間於灣仔開1班。

### 龍運巴士A43線
- 粉嶺（聯和墟） ↔ 機場（地面運輸中心）

由龍運巴士營運的一條路線，提供聯和墟、祥華、粉嶺南、上水市中心及上水站往來香港國際機場及港珠澳大橋香港口岸的通天豪華巴士服務，於1999年1月30日起投入服務。是新香港國際機場於1998年7月6日啟用及首批機場巴士線投入服務後，首條全新開辦的機場巴士路線。

### 龍運巴士A43P線
- 粉嶺（聯和墟） ↔ 機場（地面運輸中心） （經落馬洲）

由龍運巴士營運的一條路線，提供聯和墟、祥華、上水市中心、上水站及落馬洲往來香港國際機場的通天豪華巴士服務，於2015年9月30日投入服務，2016年6月15日擴展至全日服務。

### 龍運巴士N42A線
- 粉嶺（聯和墟） ↔ 東涌站（經機場）

由龍運巴士營運的一條路線，提供聯和墟、粉嶺南、上水、太和、大埔中心、大埔墟及廣福往來香港國際機場、機場後勤區及東涌市中心的通宵巴士服務。於2006年7月17日凌晨起投入服務。

### 過海隧道巴士N373線
- 粉嶺（聯和墟） ↔ 中環（港澳碼頭）

由九龍巴士營運的一條路線，提供聯和墟、上水、粉嶺南、何文田及九龍塘往來灣仔、中環及上環的通宵過海隧道巴士服務。來回程途經獅子山隧道及紅磡海底隧道，於2018年8月26日起投入服務。

### 龍運巴士NA43線
- 粉嶺（聯和墟） ↔ 港珠澳大橋香港口岸（經機場客運大樓）

由龍運巴士營運的一條路線，提供聯和墟、祥華、粉嶺南、上水市中心、上水站及落馬洲往來香港國際機場及港珠澳大橋香港口岸的通宵巴士服務，於2016年12月17日起投入服務。

### 龍運巴士X43線
- 機場博覽館 → 粉嶺（聯和墟）

### 過海隧道巴士178R線
- 灣仔 （會展） → 聯和墟

## 途經路線資料

### 九龍巴士70K線
- 粉嶺（華明） ↺ 上水（清河）

由九龍巴士營運的一條全日服務路線，提供粉嶺南區往來上水、石湖墟及聯和墟的巴士服務。於1985年11月17日起投入服務。於1993年5月9日起改為循環運作，總站設於華明。為配合清河邨第1及第2期入伙，於2008年12月7日起繞經清河邨巴士總站。

### 九龍巴士78K線
- 上水 ↔ 沙頭角

由九龍巴士營運的一條路線，提供上水、彩園邨、港鐵粉嶺站、聯和墟往來孔嶺、沙頭角的巴士服務，有十分悠久的歷史。1973年7月16日起重組路線編號改稱78；再於1983年8月14日配合當時的九廣東鐵全面電氣化更改名稱為78K。

### 九龍巴士79K線
- 上水 ↔ 打鼓嶺（松園下）

由九龍巴士營運的一條路線，提供上水、聯和墟往來軍地、孔嶺及坪輋路一帶地區的巴士服務。於1973年7月16日重組路線編號改稱79；再於1983年7月16日配合當時的九廣東鐵全面電氣化時更改名稱為79K。

### 九龍巴士278A線
- 粉嶺（皇后山） ↔ 荃灣（如心廣場）

由九龍巴士營運的一條路線，為278X的輔助線，提供皇后山邨、聯和墟及祥華邨經吐露港公路至城門隧道往來梨木樹邨、葵涌及荃灣的巴士服務。於2017年7月15日起投入服務。

### 過海隧道巴士673、673A線
673
- 上水 ↔ 中環（香港站）

由九龍巴士獨自經營的一條路線，提供上水及粉嶺往銅鑼灣、灣仔及中區的特快巴士服務。於2015年9月14日投入服務，起初由上水單向開往灣仔北，只限逢星期一至五上午開出一班。2016年10月22日起提升為每日全日雙向服務，港島區總站由灣仔北遷往中環（香港站）。
673A
- 上水 → 中環（林士街）（上午班次）
中環（香港站） → 上水（下午班次）

### 九龍巴士N78線
- 上水 ↔ 沙頭角

由九龍巴士營運的一條路線，提供提供上水、彩園邨、港鐵粉嶺站、聯和墟往來皇后山邨、孔嶺、沙頭角的通宵巴士服務。於2021年11月30日起投入服務。只在每天深宵於上水開出2班及每天深宵於沙頭角開2班。

## 鄰近巴士站
- 沙頭角公路：粉嶺樓、聯和墟球場、樂和街、逸峯、安樂村
- 和睦路：海聯廣場、上水宣道小學
- 粉嶺樓路：禮賢會中學、粉嶺樓村、粉嶺樓路

## 聯和墟過往路線
- 已遷出：
  - 九龍巴士73線
  - 九龍巴士73A線
  - 九龍巴士77K線
  - 九龍巴士278A線 (總站遷往粉嶺（皇后山），此站改為中途站，只限往荃灣方向途經此總站。)
  - 九龍巴士278P線(278A投入服務前以此站為總站)
  - 九龍巴士279P線(改稱279X)

- 已取消：
  - 九龍巴士69K線
  - 九龍巴士70線
  - 九龍巴士70X線(277X投入服務前途經聯和墟)
  - 九龍巴士71X線
  - 九龍巴士78A線 (第一代)
  - 九龍巴士270P線 (第一代)